# Louis Gomis (football)
Pour les articles homonymes, voir Louis Gomis.
 (avril 2017).
Si vous disposez d'ouvrages ou d'articles de référence ou si vous connaissez des sites web de qualité traitant du thème abordé ici, merci de compléter l'article en donnant les références utiles à sa vérifiabilité et en les liant à la section « Notes et références ».
Louis Gomis Diop (né à l'époque en Afrique-Occidentale française et aujourd'hui au Sénégal) est un joueur de football international sénégalais, qui évoluait au poste de milieu de terrain.

## Biographie

### Carrière en club
Louis Gomis évolue au Foyer France Sénégal dans les années 1960.

### Carrière en sélection
Louis Gomis joue en équipe du Sénégal au cours des années 1960.
Il participe avec le Sénégal aux Coupes d'Afrique des nations de 1965 et de 1968.. Le Sénégal se classe quatrième de la CAN en 1965 et est éliminé au premier tour en 1968.